# Dicranella kenyae
Dicranella kenyae är en bladmossart som beskrevs av Hugh Neville Dixon 1938. Dicranella kenyae ingår i släktet jordmossor, och familjen Dicranaceae. Inga underarter finns listade i Catalogue of Life.